# کمودور اینترنشنال
کُمودور (به انگلیسی: Commodore) شرکت الکترونیکی آمریکایی بود، که سازنده رایانه‌های شخصی، رایانه‌های خانگی و قطعات الکترونیکی بود و دفتر مرکزی آن، در وست چستر، پنسیلوانیا قرار داشت.
شرکت کمودور در سال ۱۹۵۴ توسط جک ترامیل تأسیس شد. این شرکت نقش بزرگی در توسعه صنعت رایانه‌های خانگی در دهه ۱۹۸۰ (میلادی) داشته‌است و محصول کمودور ۶۴ آن، پرفروش‌ترین مدل رایانه در سال ۱۹۸۲ بود.
کمودور به عنوان یک شرکت پیشگام در صنعت رایانه شخصی، تولید خود را در سال ۱۹۹۴ متوقف و اعلام ورشکستگی کرد. تلاش‌های بسیاری برای احیاء آن صورت گرفت؛ ازجمله رایانه آلمانی Escom AG در سال ۱۹۹۵ پس از خرید آن تصمیم گرفت که تولید کامپیوترهای شخصی Commodore از جمله تازه‌ترین مدل آن Amiga را از سر بگیرد. این Escom AG بعدها آن را فروخت تا سرانجام در سال ۲۰۰۵ با شرکت‌های Media Ventures Inc، SATXS Communications BV و Tulip Computers ادغام شد.

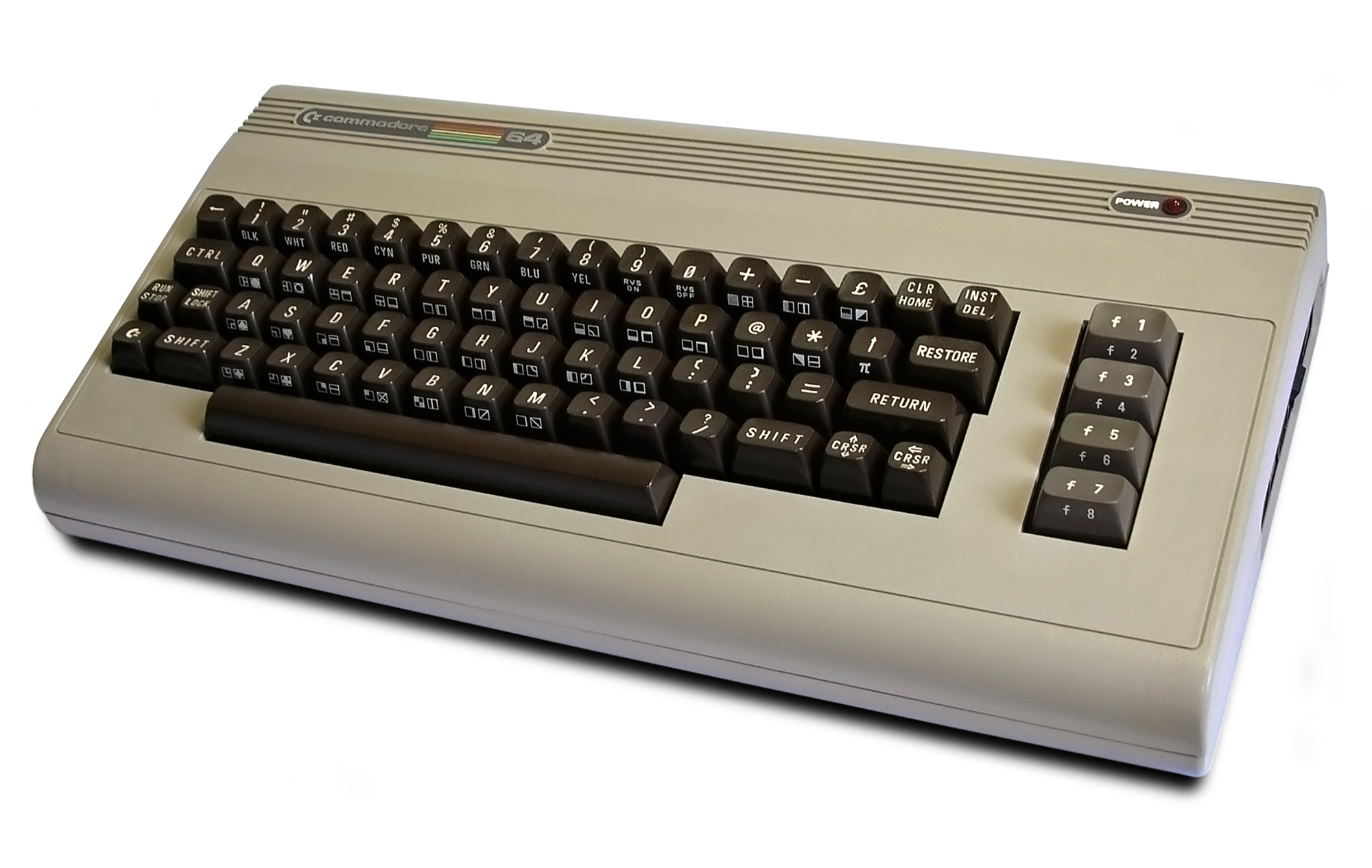
کمودور ۶۴ (۱۹۸۲)